# São Patrício em Armagh

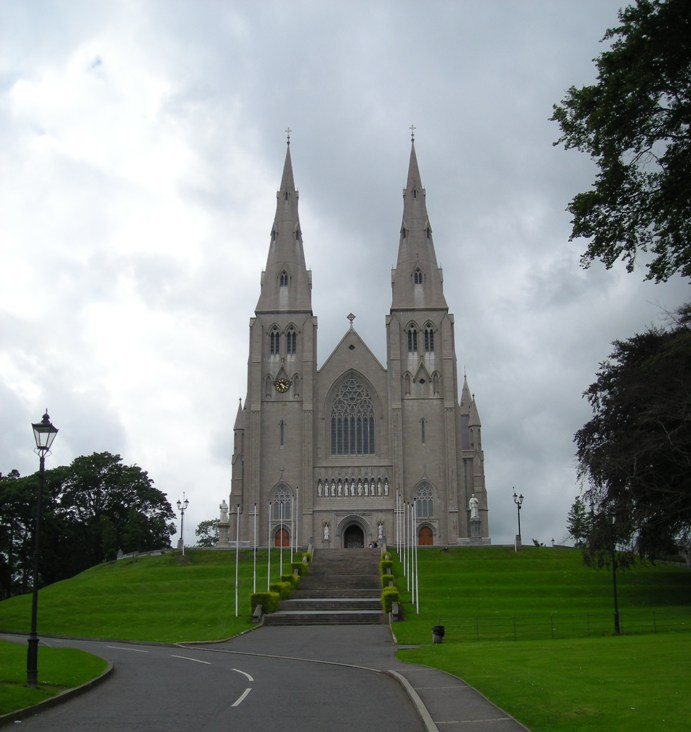
Imagem da Catedral de São Patrício em Armagh.

A Catedral de São Patrício em Armagh, Irlanda do Norte, é a residência do Arcebispo Católico de Armagh, Primaz de Toda Irlanda. Foi construída em várias fases entre 1840 e 1904 para servir como a Catedral Católica Romana da Arquidiocese de Armagh, a Catedral Medieval original de São Patrício, tendo sido apropriada pela igreja estatal chamada Igreja da Irlanda na época da Reforma Irlandesa.
A catedral fica em uma colina, assim como sua contraparte anglicana, Catedral de São Patrício (Armagh).

## Plano de Fundo
A construção de uma catedral católica em Armagh foi uma tarefa imbuída de grande simbolismo histórico e político. Armagh foi a sede primacial da Irlanda e sua antiga capital eclesiástica. No entanto, desde a Reforma irlandesa sob Henrique VIII, nenhum arcebispo católico residia lá. Desde o século XVII, a maioria da população católica da Irlanda viveu sob os rigores das Leis Penais, uma série de decretos que foram concebidos, nas palavras do historiador anglo-irlandês Lecky, "para privar os católicos de toda a vida civil; para reduzi-los a uma condição de ignorância extrema e brutal; e, desassociá-los do solo”. Como resultado, embora até certo ponto tolerado, a prática pública do catolicismo foi quase completamente extinta e todas as igrejas existentes na época da promulgação das leis foram cedidas à Igreja estabelecida. Assim, no final do século XVIII, havia poucas igrejas católicas e nenhuma catedrais na Irlanda para uma grande população católica. Após a emancipação católica em 1829, tornou-se evidente a necessidade de construção de igrejas e catedrais para atender a essa população. A falta de uma presença católica na cidade primacial de Armagh, em particular, tornou-se uma causa popular de descontentamento entre o episcopado católico emergente, o clero e a congregação.